# Joseph Guingan de Saint-Mathieu
Joseph Guingan de Saint-Mathieu est un religieux et homme politique français né le 14 avril 1734 à Limoges (Haute-Vienne) et décédé le 30 décembre 1819 au même lieu.
Curé de la paroisse de Saint-Pierre-du-Queyroix de Limoges, il est député du clergé aux États généraux de 1789. Il se rallie rapidement aux députés du tiers état et prête le serment civique.

## Sources
- « Joseph Guingan de Saint-Mathieu », dans Adolphe Robert et Gaston Cougny, Dictionnaire des parlementaires français, Edgar Bourloton, 1889-1891 [détail de l’édition]